# Ring belge R15
Pour les articles homonymes, voir R15.
Le ring belge R15 est le ring d'Herentals. Un tronçon est manquant mais ne nécessite actuellement aucune construction.